# Ilikovo
Ilikovo (orosz betűkkel: Иликово, baskír nyelven: Илeк) falu Oroszországban, a Baskír Köztársaságban, a Miskinói járásban.

## Népesség
- 2002-ben 210 lakosa volt, melynek 99%-a mari.
- 2010-ben 156 lakosa volt.